# Агрипина Старија
Јулија Випсанија Агрипина (лат. Iulia Vipsania Agrippina, 14. п. н. е—18. октобар 33. н. е), познатија историји као Агрипина Старија (лат. Agrippina Maior), била је истакнута римска племкиња пореклом из Јулијевско-Клаудијевске династије, позната као унука цара Октавијана Августа, супруга војсковође Германика, мајка цара Калигуле и бака цара Нерона. Била је прва Римљанка која је пратила свога мужа на војне кампање.

## Порекло и породица
Агрипина је рођена у Атини 14. п. н. е. као друга ћерка Марка Випсанија Агрипе и Јулије Старије. Јулија Старија била је једино биолошко дете Октавијана Августа из брака са Скрибонијом. Агрипи је брак са Јулијом био трећи, па је због друга два брака имао ћерке Випсанију Агрипину и Марцелину, прву супругу војсковође Публија Квинтилија Вара. Агрипа је можда имао још деце са Клаудијом Марцелом, нећаком цара Августа (њихова ћерка је можда била мајка Децима Хатерија Агрипе, кога је Тацит назвао Германиковим рођаком). Јулија и Агрипа имали су још четворо деце, тако да је Агрипина имала сестру и 3 брата: Јулију Млађу, Гаја Цезара, Луција Цезара и Агрипу Постума. Агрипина кратко је као дете живела у Атини, а онда се са породицом вратила у Рим. Њен отац Агрипа, који је био Августов најближи сарадник, умро је 12. пр. н. е. у Кампањи. Август је тада прислио свога пасторка Тиберија да се разведе и да се ожени са његовом ћерком Јулијом Старијом. Брак Тиберија и Јулије био је несретан брак, а Јулија је отворено излазила са другим мушкарцима, па је Август 2. п. н. е. протерао Јулију из Рима. Агрипина отада више није видела своју мајку. Август је уредио развод између своје ћерке и посинка, који је од тада живео је једно време на Родосу.

## Одгој код Августа
Агрипина је отада подизана заједно са својим рођацима код деде Августа и његове супруге Ливије. Према Светонију, Агрипина је код Августа имала строг одгој и образовање, па су их чак учили да преду и да ткају. О њиховим дневним активностима водио се царски дневник. Није смела да се среће са странцима без Августовог одобрења. Агрипина и Август су били веома блиски.

## Удаја за Германика
Агрипина се између 1. п. н. е. и 5. н. е. удала за свога рођака Германика, који је био изузетно популаран код народа, а касније и код војске. Август је наредио Тиберију да Германика усвоји као сина, настојећи на тај начин да осигура наслеђе да после Тиберија на власт дође Германик. Агрипина и Германик су били посвећени једно другом. Била је лојална жена и подржавала је свог супруга, што посебно истиче римски историчар Тацит. Агрипина и Германик су имали деветоро деце, од чега је троје умрло младо. Преживело је шесторо деце: Нерон Цезар, Друз Цезар, Гај Јулије Цезар Германик (будући цар Калигула), будућа царица Агрипина Млађа, Јулија Друзила и Јулија Ливила. Преко Агрипине Млађе, Агрипина Старија је била бака цара Нерона. Агрипина је била једним делом и популарна због великога броја деце коју је родила.

## На походима са Германиком
Германик је био веома популаран и стекао је славу ратујући у Германији и Галији. Агрипина са децом га је пратила на његовим походима. Било је то за римске прилике неуобичајено, јер су обично жене остајале код куће. Агрипина је на тим походима стекла углед као храбра жена. За време боравка у Германији, Агрипина се доказала и по ефикасној дипломатској вештини. Германика би знала да подсећа на његове односе са Августом. Када је избила војна побуна 14. године, сенатска комисија је саветовала Германика да евакуише трудну Агрипину и децу код Тревира. Према Касију Диону, приликом њеног одласка војска је заробила њу и Калигулу. На Германиково инсистирање њу су пустили јер је била трудна, а онда су пустили и малог Калигулу. Међутим, према Тацитовој верзији, била је код војске толико омиљена да је њен одлазак толико погодио војску да су се покајали и сами су казнили кривце за побуну. Изгледа да је прва верзија вероватнија, а да је друга верзија наклоњенија Германику и да је њу у оптицај пуштала Агрипина. Германик је са војском био прешао Рајну и више пута је ратовао по Германији, а једном приликом се раширила гласина да је римска војска опкољена и да се Германи крећу према галским провинцијама. Успаничена војска је намеравала да сруши мост на Рајни, али присебна Агрипина их је спречила у томе, па се касније римска војска могла вратити преко неоштећеног моста.

## Германикова смрт
Агрипина и Германик отпутовали су 19. године на Блиски исток. Ту се Германик посвађао са управником Сирије, Гнејем Калпурнијем Пизоном, и недуго након тога умро је у Антиохији под мистериозним околностима. Сумњало се да га је Пизон отровао, а постојале су и сумње да је то било по Тиберијевом наређењу. Агрипина је исто тако веровала да је убијен и била је спремна за освету. Германик је пред смрт Агрипини саветовао да у име деце савлада своју плаховиту природу и да не изазива моћније од себе, мислећи при томе на Тиберија. Агрипина је била у великој жалости након Германикове смрти. Са децом и Германиковим пепелом вратила се у Рим, где је одржана величанствена сахрана Германика у Августовом маузолеју. Том приликом народ је исказао велику љубав према Агрипини, називајући је јединим изданком Августове крви. Вративши се у Рим, оптужила је Пизона да је одговоран за Германикову смрт. Према Тациту, оптужба није могла да докаже тровање, али појавили су се докази о Пизоновој издаји, па је он починио самоубиство.

## Односи са новим царем
Од 19. до 29. године Агрипина живела је на Палатину у Риму. Своју преосталу децу подизала је она, Ливија и Германикова мајка, Антонија Млађа. Агрипина је временом постајала усамљена и болесна, а поумирали су јој и многи рођаци. Била је у затегнутим односима са Тиберијем, а можда и са Ливијом. Преторијански префект, Сејан, потицао је код Тиберија мржњу према Агрипини. Укључила се у политичке комбинације Тиберијевог царскога двора настојећи да осигура позиције за своје синове са циљем да наследе Тиберија. При томе се противила идеји да Тиберијев унук и Ливилин син, Тиберије Гемел, постане наследник. Није била довољно опрезна приликом својих жалби Тиберију због Германикове смрти. Агрипина се прикључила групи римских сенатора, која се опирала растућем утицају и моћи преторијанскога перфекта Сејана. Сејан је заједно са Ливилом подржавао династичке амбиције Ливилиног сина Тиберија Гемела, а противио се династичким амбицијама Агрипине Старије и њених синова. За Тиберија, Агрипина је била све мање поуздана. Током 26. године тражила је Тиберија одобрење да се уда за свога зета, сенатора Гаја Асинија Гала Салонина, али Тиберије то није одобрио због могућих политичких импликација.

## Прогонство и смрт
Коначни раздор између ње и Тиберија потпалио је Сејан, који јој је тврдио да Тиберије намерава да је отрује. Тиберије је пажљиво припремао тренутак када ће да је позове на вечеру у царску палату. На вечери понудио јој је јабуку, да би је тестирао. Агрипина је сумњала да је јабука отрована, па је одбила да је проба. То је био Тиберијев последњи позив Агрипини на вечеру. Агрипина је касније тврдила да ју је Тиберије покушао да отрује. Тиберије није могао да опрости такву увреду, тако да је ухапшена на Сејанову иницијативу, а по Тиберијевом наређењу изгледа 27. године заједно са своја два сина Нероном и Друзом. Била је најпре 27. године стављена у кућни притвор. Њена деца су у то време остала код Ливије. Коначни напад на Агрипину уследио је 29. након Ливијине смрти. Тиберије је лажно оптужио Агрипину да је планирала да потражи заштиту крај Августове слике или крај римске војске ван Рима. Суђено јој је пред римским Сенатом. Осуђена је 31. године на прогон на острво Пандатарија (сада Вентотене) у Тиренском мору, крај обале Кампаније. Било је то исто острво где је раније била протерана њена мајка.
Народ је протестовао на улицама због њенога хапшења. Агрипина је протестовала у затвору. Једном приликом Тиберије је наредио стражи да је избичују, па је том приликом изгубила око. Одбијала је да прима храну, па су је хранили на силу, али она је касније себе изгладнила до смрти. Умрла је 18. октобра 33. године. Њен син Друз био је утамничен у затвору, где је умро 31, а други син Нерон је извршио самоубиство недуго након суђења. Након Тиберијеве смрти, Агрипинин син Калигула постао је 37. године нови римски цар. Он је одмах по ступању на власт донео у Рим пепео своје мајке и брата и приредио им сахрану у Августовом маузолеју.

## Породично стабло
|  |                             |  |  |  |  |  |  |  |  |  |  |  |  |  |  |  |
|  | 4. Луције Випсаније Агрипа  |  |  |  |  |  |  |  |  |  |  |  |  |  |  |  |
|  |                             |  |  |  |  |  |  |  |  |  |  |  |  |  |  |  |
|  |                             |  |  |  |  |  |  |  |  |  |  |  |  |  |  |  |
|  | 2. Марко Випсаније Агрипа   |  |  |  |  |  |  |  |  |  |  |  |  |  |  |  |
|  |                             |  |  |  |  |  |  |  |  |  |  |  |  |  |  |  |
|  |                             |  |  |  |  |  |  |  |  |  |  |  |  |  |  |  |
|  | 1. Агрипина Старија         |  |  |  |  |  |  |  |  |  |  |  |  |  |  |  |
|  |                             |  |  |  |  |  |  |  |  |  |  |  |  |  |  |  |
|  |                             |  |  |  |  |  |  |  |  |  |  |  |  |  |  |  |
|  | 24. Гај Октавије            |  |  |  |  |  |  |  |  |  |  |  |  |  |  |  |
|  |                             |  |  |  |  |  |  |  |  |  |  |  |  |  |  |  |
|  |                             |  |  |  |  |  |  |  |  |  |  |  |  |  |  |  |
|  | 12. Гај Октавије            |  |  |  |  |  |  |  |  |  |  |  |  |  |  |  |
|  |                             |  |  |  |  |  |  |  |  |  |  |  |  |  |  |  |
|  |                             |  |  |  |  |  |  |  |  |  |  |  |  |  |  |  |
|  | 6. Октавијан Август         |  |  |  |  |  |  |  |  |  |  |  |  |  |  |  |
|  |                             |  |  |  |  |  |  |  |  |  |  |  |  |  |  |  |
|  |                             |  |  |  |  |  |  |  |  |  |  |  |  |  |  |  |
|  | 26. Марко Ације             |  |  |  |  |  |  |  |  |  |  |  |  |  |  |  |
|  |                             |  |  |  |  |  |  |  |  |  |  |  |  |  |  |  |
|  |                             |  |  |  |  |  |  |  |  |  |  |  |  |  |  |  |
|  | 13. Ација Балба Цезонија    |  |  |  |  |  |  |  |  |  |  |  |  |  |  |  |
|  |                             |  |  |  |  |  |  |  |  |  |  |  |  |  |  |  |
|  |                             |  |  |  |  |  |  |  |  |  |  |  |  |  |  |  |
|  | 27. Јулија Цезарис          |  |  |  |  |  |  |  |  |  |  |  |  |  |  |  |
|  |                             |  |  |  |  |  |  |  |  |  |  |  |  |  |  |  |
|  |                             |  |  |  |  |  |  |  |  |  |  |  |  |  |  |  |
|  | 3. Јулија Старија           |  |  |  |  |  |  |  |  |  |  |  |  |  |  |  |
|  |                             |  |  |  |  |  |  |  |  |  |  |  |  |  |  |  |
|  |                             |  |  |  |  |  |  |  |  |  |  |  |  |  |  |  |
|  | 14. Луције Скрибоније Либон |  |  |  |  |  |  |  |  |  |  |  |  |  |  |  |
|  |                             |  |  |  |  |  |  |  |  |  |  |  |  |  |  |  |
|  |                             |  |  |  |  |  |  |  |  |  |  |  |  |  |  |  |
|  | 7. Скрибонија               |  |  |  |  |  |  |  |  |  |  |  |  |  |  |  |
|  |                             |  |  |  |  |  |  |  |  |  |  |  |  |  |  |  |
|  |                             |  |  |  |  |  |  |  |  |  |  |  |  |  |  |  |
|  | 15. Сенција                 |  |  |  |  |  |  |  |  |  |  |  |  |  |  |  |
|  |                             |  |  |  |  |  |  |  |  |  |  |  |  |  |  |  |
|  |                             |  |  |  |  |  |  |  |  |  |  |  |  |  |  |  |